# Yao Sui
Pour les articles homonymes, voir Yao et Sui.
Yao Sui (chinois traditionnel : 姚燧), né en 1238 dans la province du Henan et mort en 1313, est un poète chinois de la dynastie Yuan.